# Nezávislý film

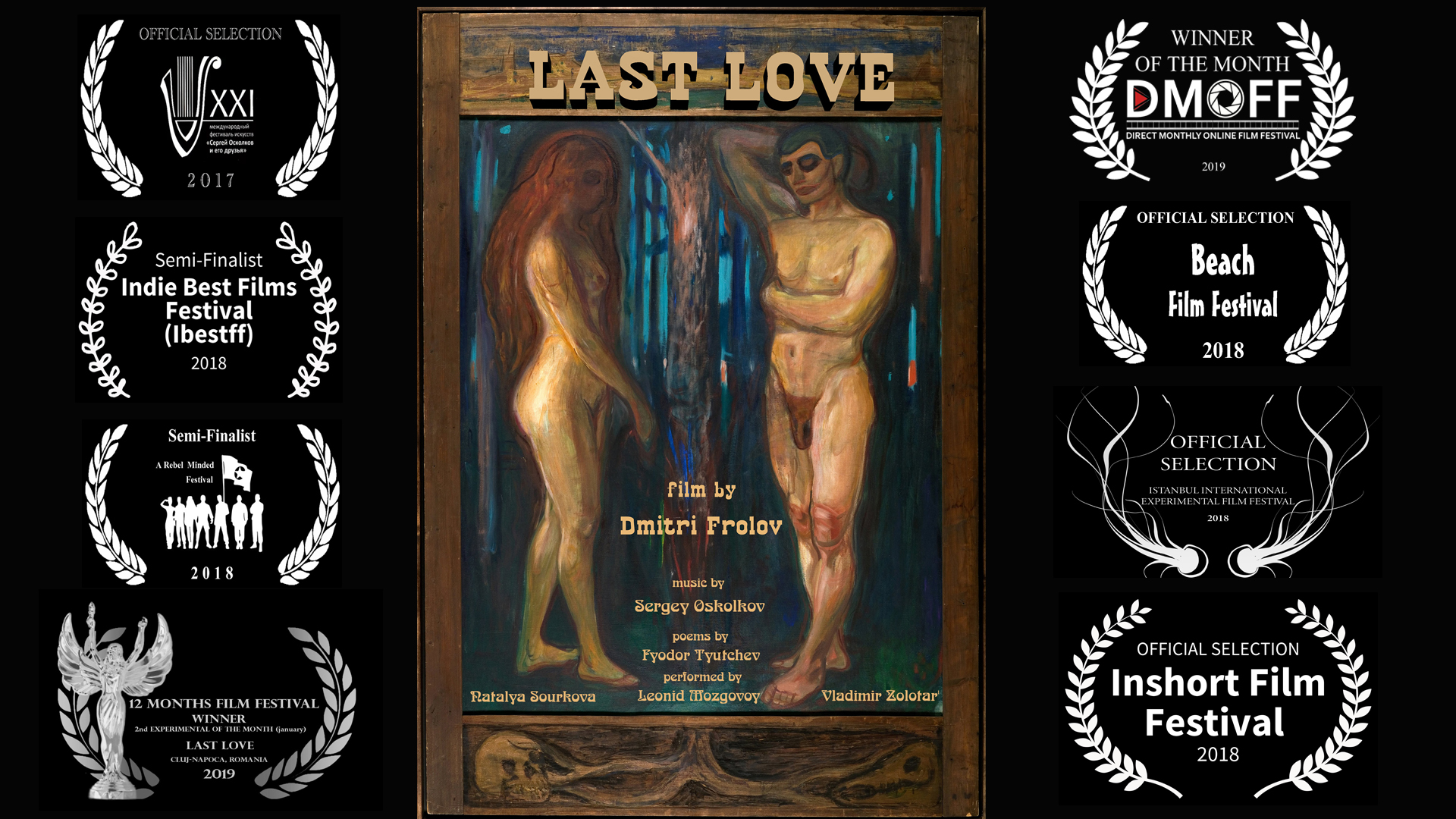
Plakát nezávislého filmu Last Love

Nezávislý film (anglicky independent film), zkráceně taky indie film, je označení pro filmy, jichž výroba neprobíhá pod křídly velkého filmového studia. Doménou je zejména v americké kinematografii. Prvkem nezávislého filmu je, že produkce probíhá s nízkým rozpočtem a v mezinárodních premiérách jsou promítány pouze na festivalech či ve filmových klubech. Velmi často jde o filmy autorské. 
Nezávislé filmy většinou nedosahují velkého komerčního úspěchu (nebývají na něj ani cíleny), často se ovšem stávají „kultovními filmy“ s okruhem oddaných fanoušků. Výjimečně ale dojde k tomu, že nezávislý film prorazí a stane se obecně známým hitem (viz příklady níže).

## Příklady
- Bezstarostná jízda
- Halloween
- Hříšný tanec
- Záhada Blair Witch